# Limanda punctatissima
Limanda punctatissima är en fiskart som först beskrevs av Steindachner, 1879.  Limanda punctatissima ingår i släktet Limanda och familjen flundrefiskar. Inga underarter finns listade i Catalogue of Life.